# Z4

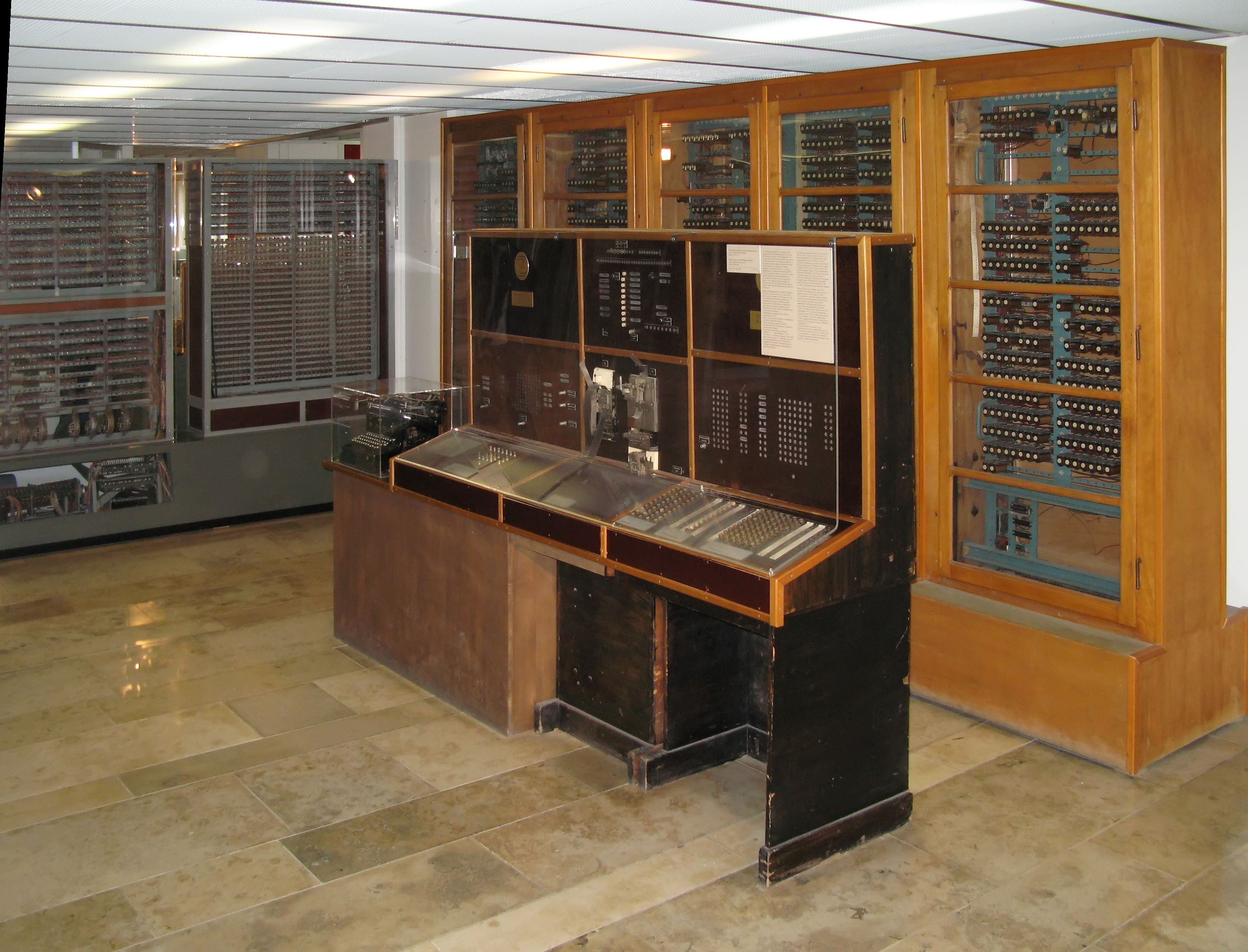
Computador Z4.

La computadora Z4, diseñada por el ingeniero alemán Konrad Zuse y construida por su compañía Zuse KG entre 1941 y 1945, fue entregada a ETH Zürich en Suiza en septiembre de 1950. Fue la primera computadora en el mundo en ser vendida, venciendo a la británica Ferranti Mark I por cinco meses y a la UNIVAC I por diez meses. El Z4 fue el resultado final de Zuse por el diseño del Z3. Como el Z3, era una máquina electromecánica.
Konrad Zuse, este investigador creó numerosas computadoras a lo largo de su vida; se dedicó plenamente a ello. Sus primeras máquinas fueron la Z1, Z2, Z3 y Z4
La Z4 fue terminada en 1944, aunque posteriormente fue retocada en numerosas ocasiones añadiéndole una unidad de lectura de tarjetas perforadas. Esta máquina era capaz de reproducir las tarjetas perforadas mediante instrucciones de la propia Z4, con lo que no era demasiado complicado programarla. Esta era una ventaja ya que era posible realizar copias de los programas para poder hacer correcciones.
La Z4 admitía un gran conjunto de instrucciones capaz de resolver complicados cálculos científicos. Era capaz de ejecutar 1000 operaciones de coma flotante en promedio por hora. Estaba formada aproximadamente por 2200 relés, era capaz de realizar unas 11 multiplicaciones por segundo y tenía una memoria de 500 palabras de 32 bits. Pesaba unos 1000 kilogramos.
La entrada de datos era a través de un teclado decimal o a través de tarjetas perforadas, y la salida era por una máquina de escribir.
Esta máquina fue utilizada hasta 1959 por multitud de instituciones. Actualmente se encuentra en el museo alemán de Múnich.

## Construcción
El Z4 era muy similar al Z3 en su diseño pero fue significativamente más avanzado en una serie de aspectos. La memoria constaba de 32 bits en lugar de palabras de coma flotante de 22 bits. Una unidad especial llamada Planfertigungsteil (unidad de construcción de programas) perforaba las cintas de programa, facilitando la programación y la corrección de programas mediante el uso de operaciones simbólicas y células de memoria. Los números y la salida se introducían en el sistema de coma flotante decimales, aunque el trabajo interno fue en binario. La máquina tenía un gran repertorio de operaciones que incluía la raíz cuadrada, MAX, MIN y seno. Cuando se envió a ETH Zúrich la máquina tenía una instalación de salto condicional añadido y podía imprimir en una máquina de escribir de la marca Mercedes. Había dos cintas de programa, de las cuales, la segunda podía ser usada para sostener una subrutina (originalmente, se habían planificado seis).
En 1944, Zuse trabajaba en el Z4 con unas dos docenas de personas. Algunos ingenieros que trabajaron en las instalaciones de telecomunicaciones del OKW también trabajaron para Zuse como una ocupación secundaria. Para evitar que cayera en manos de los soviéticos, el Z4 fue evacuado de Berlín en febrero de 1945 y se transportó en Göttingen. El Z4 se completó en Göttingen en una instalación de la Aerodynamische Versuchsanstalt (AVA, Instituto de investigación aerodinámica), que fue encabezada por Albert Betz. Pero cuando se presentó a los científicos del AVA los enemigos estaba muy cerca de descubrir el paradero de la máquina, por lo que el ordenador se transportó con un camión de la Wehrmacht hasta Hinterstein, donde Konrad Zuse se reunió con Wernher von Braun.

## Uso después de la SGM
En 1949, el matemático suizo Eduard Stiefel, tras volver de una estancia en Estados Unidos, donde inspeccionó los equipos norteamericanos, visitó Zuse y el Z4. Cuando formuló una ecuación diferencial a Zuse, que inmediatamente programó el Z4 para resolverlo, Stiefel decidió adquirir el ordenador para su institución en Suiza, el Instituto Federal Suizo de Tecnología de Zúrich (ETH Zúrich). Fue entregado a la ETH Zúrich en septiembre de 1950. En 1954, el Z4 fue trasladado al Institut Franco-Allemand des Recherches de St. Louis (ISL, Instituto Franco-alemán de Investigación) en Francia, donde permaneció en uso hasta 1959. Hoy en día, el Z4 se encuentra en exhibición en el Deutsches Museum de Múnich. El Z4 inspiró al ETH a construir su propio ordenador (principalmente por A. Speiser y E. Stiefel), que fue llamado ERMETH, un acrónimo para el alemán: Elektronische Rechenmaschine ETH (Máquina Computadora Electrónica ETH).
En 1950 o 1951, el Z4 fue el único ordenador digital que funcionara en la Europa continental (los británicos habían desarrollado diversos, unos once probablemente), y el segundo ordenador digital comercializado del mundo, superando la Ferranti Mark 1 en cinco meses y el UNIVAC I en diez meses, sólo superado por BINAC (aunque nunca llegó a funcionar en las instalaciones de los compradores). Los otros ordenadores, todos numerados con una Z delante, fueron construidos por Zuse y su compañía. Son destacables el Z11, que fue vendido a la industria de la óptica y en las universidades, y el Z22.
El Z4 se utilizó para los cálculos de la Represa Dixence Grande.

## Especificaciones técnicas
- Frecuencia: alrededor de unos 40 hertz
- Velocidad de cálculo media: 400 ms para una suma, 3 segundos para una multiplicación. Una hora para operaciones aritméticas de aproximadamente 1000 números de coma flotante
- Programación: película de 35 mm perforada en una máquina de programación
- Entrada: números de coma flotante decimales, cinta perforada
- Salida: números de coma flotante decimales, cinta perforada y máquina de escribir Mercedes
- Longitud de palabra: 32 bits de coma flotante
- Elementos: unos 2.500 relés
- Memoria: memoria mecánica (64 palabras, 32 bits)
- Consumo: unos 4 kW